# Natural Beauties
Natural Beauties — серия американских порнографических фильмов студии Vixen, снятые в жанре гламкор-порнографии (англ. glamcore pornography, также гламурная порнография).

## Описание
Каждый фильм серии представляет собой набор из четырёх несвязанных между собой сцен, которые первоначально выпускаются на официальном сайте студии. Каждая сцена изображает традиционный (реже анальный и триолизм) секс. Помимо американских, в съёмках также принимают участие европейские актрисы. Особенность серии в том, что в съёмках принимают участие только актрисы с натуральной грудью, т.е. без грудных имплантатов.

## Отзывы и награды
Рецензент Роб Перес (англ. Rob Perez) из XCritic настоятельно рекомендовал первый фильм серии, в заключение отметив: «Очевидно, что дебютное исполнение в этом году — Natural Beauties — делает Vixen.com новым брендом в сезоне наград и побуждает множество подражателей к действию». Дэн Миллер (Dan Miller) из AVN ставит Natural Beauties пять звёзд, особо отметив Кендру Сандерленд и отзывается о сцене с её участием: «Лански использует утонченное панорамирование, своевременные крупные планы, замедленную съёмку и драматические музыкальные переходы, чтобы улучшить образы». Критик фильмов для взрослых Роджер Т. Пайп (Roger T. Pipe) также похвалил сцену с участием Сандерленд, отметив актёрскую игру и съёмки. Рецензент сайта Adult DVD Talk также высоко оценил данный фильм и участвующих актрис.
В январе 2017 года, на 34-й церемонии награждения AVN Awards, первый фильм в серии одерживает победу в двух категориях: «Лучший фильм-антология» и «Лучшая сцена секса парень/девушка», а сама серия награждена за лучшую режиссёрскую работу среди короткометражных фильмов. Позднее в этом же году первый фильм в серии также удостаивается награды критиков XRCO Award в категории «Лучший гонзо-фильм». В октябре, согласно результатам голосования, организованном журналом NightMoves, фильм Natural Beauties выигрывает награду NightMoves Award в категории «Лучший фильм — только секс». В январе 2019 года серия выигрывает награду AVN в категории «Лучший продолжающийся сериал». В январе 2022 года серия вновь была удостоена премии AVN Awards, на этот раз в категории «Лучший сериал-антология или канал».
В мае 2022 года серия награждена премией XRCO Award в категории «Лучший гонзо-сериал».

## Список фильмов
| Год  | Фильм               | Актёрский состав |
| ---- | ------------------- | --- |
| 2016 | Natural Beauties    | Кайли Пейдж, Кендра Сандерленд, Лили Рейдер, Лия Готти, Жан Валь Жан, Кристиан Клэй и Мик Блу                                             |
| 2016 | Natural Beauties 2  | Ариана Мари, Кристен Скотт, Пеппер Ксо, Ребел Линн, Джонни Синс и Кристиан Клэй                                                           |
| 2017 | Natural Beauties 3  | Вайолет Старр, Ева Ловия, Картер Круз, Кимми Грейнджер, Джонни Синс, Жан Валь Жан, Кристиан Клэй и Ксандер Корвус                         |
| 2017 | Natural Beauties 4  | Амарна Миллер, Дженис Гриффит, Джилл Кэссиди, Эшли Мэй, Жан Валь Жан, Ксандер Корвус, Сет Гэмбл и Чарльз Дера                             |
| 2017 | Natural Beauties 5  | Кендалл Кайден, Наоми Вудс, Хлоя Капри, Эльза Джин, Жан Валь Жан и Мануэль Феррара                                                        |
| 2018 | Natural Beauties 6  | Ариана Мари, Бри Дэниелс, Кейди Меркьюри, Тори Блэк, Эбигейл Мэк, Жан Валь Жан, Крис Даймонд и Кристиан Клэй                              |
| 2018 | Natural Beauties 7  | Айви Вульф, Арья Фэй, Елена Кошка, Скарлетт Сэйдж, Жан Валь Жан, Мик Блу, Чед Уайт и Шон Лоулесс                                          |
| 2018 | Natural Beauties 8  | Алина Лопес, Карли Грей, Рэд Фокс, Софи Райан, Эвелин Стоун, Джонни Синс, Кристиан Клэй, Ксандер Корвус и Мик Блу                         |
| 2018 | Natural Beauties 9  | Айви Вульф, Анджела Уайт, Бри Дэниелс, Мэри Калиси, Розалин Сфинкс, Эвелин Клэр, Джонни Синс, Кристиан Клэй и Мануэль Феррара             |
| 2018 | Natural Beauties 10 | Бри Дэниелс, Бриттани Бенц, Кейша Грей, Кендра Сандерленд, Кенна Джеймс, Эвелин Стоун, Джонни Синс, Мануэль Феррара и Мик Блу             |
| 2019 | Natural Beauties 11 | Аполония Лапьедра, Марли Бринкс, Наоми Суонн, Сесилия Лайон, Фэллон Уэст, Альберто Бланко, Брэд Ньюмен, Жан Валь Жан и Кристиан Клэй      |
| 2019 | Natural Beauties 12 | Лена Рейф, Нэнси Эйс, Стэйси Крус, Тиффани Тейтум, Эмили Уиллис, Альберто Бланко, Кристиан Клэй, Мартин Стайн и Эрик Эверхард             |
| 2020 | Natural Beauties 13 | Ана Фокс, Габби Картер, Литтл Каприс, Скайлар Вокс, Эйвери Кристи, Альберто Бланко, Джейсон Браун, Марчелло Браво, Мик Блу и Оливер Флинн |
| 2021 | Natural Beauties 14 | Агата Вега, Аполония Лапьедра, Джесси Сэйнт, Кира Нуар, Миа Мелано, Стэйси Крус, Альберто Бланко, Кристиан Клэй, Майкл Стефано и Мик Блу  |
| 2021 | Natural Beauties 15 | Делила Дэй, Скарлит Скандал, Соня Блейз, Фрея Майер, Эмили Уиллис, Альберто Бланко, Кристиан Клэй, Мик Блу и Оливер Флинн                 |
| 2022 | Natural Beauties 16 | Лулу Чу, Нэнси Эйс, Стефани Кайлер, Язлин Рэй, Крис Даймонд, Мартин Стайн, Мик Блу и Оливер Флинн                                         |
| 2022 | Natural Beauties 17 | Анджелика Грейс, Рэд Фокс, Соня Блейз, Эйвери Кристи, Элиза Ибарра, Эшли Лэйн, Альберто Бланко, Кристиан Клэй, Мик Блу и Оливер Флинн     |
| 2022 | Natural Beauties 18 | Венера Максима, Жизель Бланко, Кайен Кляйн, Сибил, Эдди Эндрюс, Альберто Бланко, Кристиан Клэй, Мик Блу и Ральф Кристиан                  |
| 2023 | Natural Beauties 19 | Литтл Каприс, Рика Фейн, Сесилия Лайон, Хонор Мэй, Альберто Бланко, Винс Картер, Куинтон Джеймс и Марчелло Браво                          |

## Награды и номинации
| Год  | Награда           | Результат | Категория                                                                                        | Фильм                                              |
| ---- | ----------------- | --------- | ------------------------------------------------------------------------------------------------ | -------------------------------------------------- |
| 2017 | AVN Award         | Номинация | Лучшая операторская работа (Грег Лански)                                                         | Natural Beauties                                   |
| 2017 | AVN Award         | Победа    | Лучшая сцена секса парень/девушка (Кендра Сандерленд и Мик Блу)                                  | Natural Beauties                                   |
| 2017 | AVN Award         | Победа    | Лучший режиссёр — короткометражные фильмы (Грег Лански)                                          | Natural Beauties                                   |
| 2017 | AVN Award         | Победа    | Лучший фильм-антология                                                                           | Natural Beauties                                   |
| 2017 | DVDerotik Award   | Номинация | Сериал года                                                                                      | Natural Beauties                                   |
| 2017 | NightMoves Award  | Победа    | Лучший фильм — только секс (выбор поклонников)                                                   | Natural Beauties                                   |
| 2017 | XBIZ Award        | Номинация | Лучшая сцена секса — только секс (Кендра Сандерленд и Мик Блу)                                   | Natural Beauties                                   |
| 2017 | XRCO Award        | Победа    | Лучший гонзо-фильм                                                                               | Natural Beauties                                   |
| 2018 | AVN Award         | Номинация | Лучшая анальная сцена (Ариана Мари и Кристиан Клэй)                                              | Natural Beauties 2                                 |
| 2018 | AVN Award         | Номинация | Лучший фильм-антология                                                                           | Natural Beauties 2                                 |
| 2018 | XBIZ Award        | Номинация | Лучшая сцена секса — виньетка (Кристен Скотт и Джонни Синс)                                      | Natural Beauties 2                                 |
| 2018 | XBIZ Europa Award | Номинация | Лучшая сцена секса — гламкор (Мэри Калиси и Кристиан Клэй)                                       | Natural Beauties 9 (за сцену Babysitting in Ibiza) |
| 2019 | AVN Award         | Номинация | Лучшая сцена секса парень/девушка (Тори Блэк и Жан Валь Жан)                                     | Natural Beauties 6                                 |
| 2019 | AVN Award         | Номинация | Лучшая сцена секса парень/девушка в иностранном фильме (Мэри Калиси и Кристиан Клэй)             | Natural Beauties 9 (за сцену Babysitting in Ibiza) |
| 2019 | AVN Award         | Победа    | Лучший продолжающийся сериал                                                                     | Natural Beauties                                   |
| 2019 | XBIZ Award        | Номинация | Сериал-виньетка года                                                                             | Natural Beauties                                   |
| 2019 | XBIZ Award        | Номинация | Фильм-виньетка года                                                                              | Natural Beauties 6                                 |
| 2020 | AVN Award         | Номинация | Лучшая сцена группового секса в иностранном фильме (Стэйси Крус, Эмили Уиллис и Альберто Бланко) | Natural Beauties 12 (за сцену A Much Needed Break) |
| 2020 | AVN Award         | Номинация | Лучшая сцена секса парень/девушка в иностранном фильме (Аполония Лапьедра и Кристиан Клэй)       | Natural Beauties 11                                |
| 2020 | AVN Award         | Номинация | Лучший иностранный фильм — открытый жанр                                                         | Natural Beauties 12                                |
| 2020 | XBIZ Award        | Номинация | Лучшая сцена секса — виньетка (Кенна Джеймс и Джонни Синс)                                       | Natural Beauties 10                                |
| 2020 | XBIZ Award        | Номинация | Сериал-виньетка года                                                                             | Natural Beauties                                   |
| 2020 | XBIZ Award        | Номинация | Фильм-виньетка года                                                                              | Natural Beauties 10                                |
| 2021 | AVN Award         | Номинация | Лучшая сцена секса парень/девушка в иностранном фильме (Эйвери Кристи и Альберто Бланко)         | Natural Beauties 13 (за сцену Pure Excitement)     |
| 2022 | AVN Award         | Победа    | Лучший сериал-антология или канал                                                                | Natural Beauties                                   |
| 2022 | XRCO Award        | Победа    | Лучший гонзо-сериал                                                                              | Natural Beauties                                   |
| 2023 | XBIZ Award        | Номинация | Сериал-виньетка года                                                                             | Natural Beauties                                   |